# 神代修
神代 修（くましろ おさむ、1967年 - ）は、岡山県岡山市生まれ、茨城県新治郡桜村（現つくば市）育ち、本籍佐賀県佐賀市、大阪府八尾市在住のトランペット奏者。

## 人物・来歴
- 常総学院高等学校、東京芸術大学卒業。
- 大阪教育大学教授、洗足学園音楽大学客員教授、大阪音楽大学大学院非常勤講師。
- 全日本吹奏楽コンクール（都道府県大会・支部大会他）の審査員等にも招かれる。

## 経歴
- 1987年 第4回日本管打楽器コンクール第1位
- 1988年 第57回日本音楽コンクール第2位（1位なし）。松下賞受賞。
- 1990年 東京フィルハーモニー交響楽団入団（1996年まで副首席奏者）、東京藝術大学卒業。読売新聞社、ヤマハの両新人演奏会に出演。
- 1992年 プラハの春国際コンクール特別賞受賞。
- 1994年 日本トランペット協会常任理事就任。国際交流基金の助成により、ソリストとしてエクアドル国立交響楽団定期演奏会に出演し、キト音楽院にも講師として招かれる。
- 1995年 安田生命クオリティオブライフ文化財団奨学生として、ウィーン国立音楽大学に留学（～1997年）。